# Gunzwil
Gunzwil est une localité et une ancienne commune suisse du canton de Lucerne, située dans l'arrondissement électoral de Sursee. 
Elle a fusionné avec Beromünster le 1er janvier 2009.

Vue aérienne (1964)